# George N. Craig
George North Craig  (* 6. August 1909 in Brazil, Clay County, Indiana; † 17. Dezember 1992 ebenda) war ein US-amerikanischer Politiker und zwischen 1953 und 1957 der 39. Gouverneur des Bundesstaates Indiana.

## Frühe Jahre
George Craig studierte an der Indiana University Jura. Nach seinem Examen und seiner Zulassung als Rechtsanwalt wurde er in der Kanzlei seines Vaters in Brazil angestellt. Im Zweiten Weltkrieg brachte er es auf dem europäischen Kriegsschauplatz bis zum Oberstleutnant. Nach seiner Heimkehr setzte er seine Anwaltstätigkeit fort. Gleichzeitig engagierte er sich bei der „American Legion“, einem Kriegsveteranenbund. 1949 wurde er Bundesvorsitzender dieser Organisation.

## Gouverneur von Indiana
Bis zum Jahr 1952 war der Republikaner Craig politisch kaum in Erscheinung getreten. In diesem Jahr schaffte er es auf Anhieb, die Nominierung seiner Partei für die anstehende Gouverneurswahlen zu gewinnen. Nachdem er sich gegen den ehemaligen demokratischen Vizegouverneur John A. Watkins deutlich mit 55,7 Prozent der Stimmen durchgesetzt hatte, konnte Craig am 12. Januar 1953 seine vierjährige Amtszeit antreten.
Während seiner Regierungszeit wurden in Indiana erstmals gebührenpflichtige Straßen eingeführt. Die Verkehrssicherheit wurde verbessert und das Gesundheitswesen ausgebaut. Auch andere Regierungseinrichtungen wurden neu strukturiert. Präsident Dwight D. Eisenhower sah in Craig einen hoffnungsvollen Politiker der Republikanischen Partei. Jedoch wurde dieser Eindruck dann durch die Verurteilung einiger seiner engen Mitarbeiter und Berater wegen Bestechung verwischt. Dabei ging es um Bestechungsgelder im Zusammenhang mit Straßenbauvorhaben im Staat. Craig war nicht direkt in die Angelegenheit verwickelt, aber diese Vorfälle überschatteten auch seine politischen Zukunftspläne.

## Weiterer Lebenslauf
Nach dem Ende seiner Amtszeit wurde Craig wieder als Anwalt tätig. Er praktizierte sowohl in Washington, D.C. als auch in Los Angeles. 1967 kehrte er in seinen Heimatort Brazil zurück. Dort war er sowohl Anwalt als auch Farmer. George Craig starb im Dezember 1992. Er war mit Katherine Heiliger verheiratet, mit der er zwei Kinder hatte.